# Голицын (Брянская область)
Голицын — упразднённый в 2017 году посёлок в Карачевском районе Брянской области России. Входила в состав Вельяминовского сельского поселения. 
Постоянное население с 2003 года отсутствует.

## География
Деревня находилась в восточной части Брянской области, на Среднерусской возвышенности в центре Восточно-Европейской равнины, в зоне хвойно-широколиственных лесов, в 3 км к юго-западу от села Вельяминова. 

## История
Возник в 1920-х годах; входил в состав Вельяминовского сельсовета (с 2005 — сельского поселения).
Упразднён законом Брянской области от 1 июля 2017 года № 47-З как фактически не существующий в связи с переселением жителей в другие населённые пункты.

## Население
| Годы      | 1926 | 1979 | 1989 | 2002 | 2010 |
| --------- | ---- | ---- | ---- | ---- | ---- |
| Население | 60   | 19   | 2    | 2    | 0    |